# Arthur Dehaine
Arthur Dehaine, né le 20 juin 1932 à Senlis (Oise) et mort le 24 mai 2020 dans la même ville, est un homme politique français.

## Biographie
Expert-comptable de profession, Arthur Dehaine devient député en 1976, à la suite du décès de René Quentier. Il est réélu député pour la VIe législature (1978-1981). Balayé par la « vague rose » de 1981, il retrouve son siège en 1986, lors du décès de Marcel Dassault, et le conserve jusqu'en 2002, remplacé par Éric Woerth.
Il est également élu maire de Senlis sans interruption, à la suite de Jean-Émile Reymond, de 1974 à 2008.

## Synthèse de mandats
- De 1976 à 1981 puis de 1986 à 2002 : député de l'Oise.
- De 1974 à 2008 : maire de Senlis.